# Mugurel Cornățeanu
Mugurel Cornățeanu (n. 21 februarie 1972, Constanța, România) este un fotbalist român retras din activitate și actual antrenor. El a câștigat titlul cu Steaua București în sezonul 1997-1998. A evoluat în România la Farul Constanța și Steaua București pe postul de atacant, dar și în Belgia, la Lokeren,  Beveren, Turnhout. Actualmente este antrenor cu licența UEFA PRO și antrenor secund la Politehnica Iași.

## Cariera

### Fotbalist
- Farul Constanța (1989-1990)
- Callatis Mangalia (1991-1992)
- CS Portul Constanța (1992-1993)
- Callatis Mangalia (1993-1994)
- Farul Constanța (1993-1995)
- Lokeren (1995-1996)
- Beveren (1996-1997)
- FC Turnhout (1997-1998)
- Steaua București (1997-1998)
- Beveren (1998-1999)
- Farul Constanța (1998-1999)
- FC Turnhout (1999-2000)
- Callatis Mangalia (2000-2001)
- Petrotub Roman (2001-2002)
- Callatis Mangalia (2003-2004)

### Antrenor
- Callatis Mangalia (2004-2006)
- Farul Constanța (2006-2008)
- Callatis Mangalia (2008-2009)
- FCV Farul (2009-2010)
- Callatis Mangalia (2010-2011)
- Dinamo II (2011-2012)
- FC Botoșani (2012-2014)
- Dinamo II (2014-2015)
- Chiajna (2016-2017)
- Voința Turnu Măgurele (2018)
- Petrolul Ploiești (2019)
- Politehnica Iași (2020)